# Uropterygius polystictus
Uropterygius polystictus es una especie de pez de la familia de los morénidas en el orden de los Anguilliformes.

## Morfología
Los machos pueden llegar a alcanzar los 72 cm de longitud total.

## Distribución geográfica
Se encuentran en México y las Islas Galápagos.